# Aldisa cooperi
Aldisa cooperi är en snäckart som beskrevs av Gordon A. Robilliard och Baba 1972. Aldisa cooperi ingår i släktet Aldisa och familjen Aldisidae. Inga underarter finns listade i Catalogue of Life.

## Bildgalleri

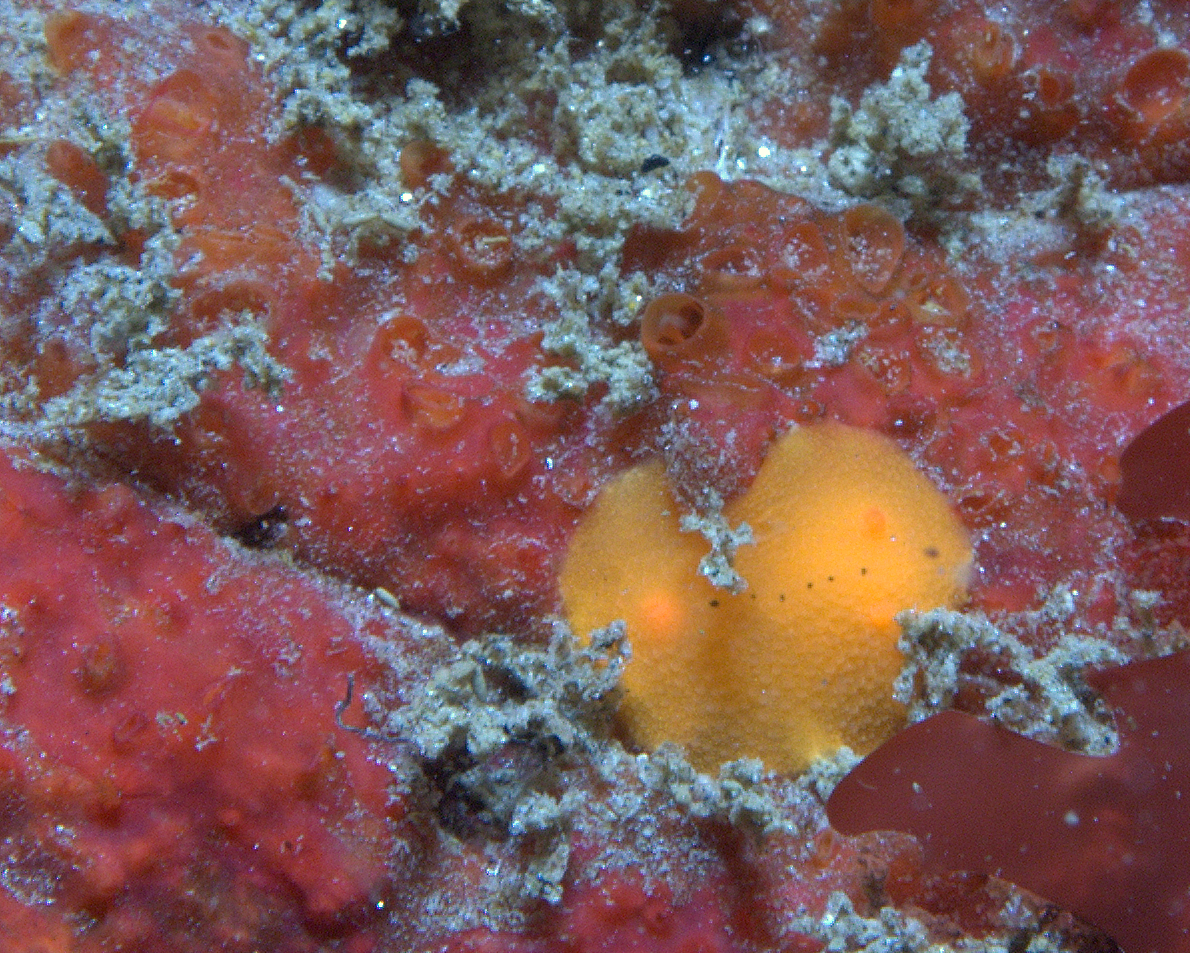
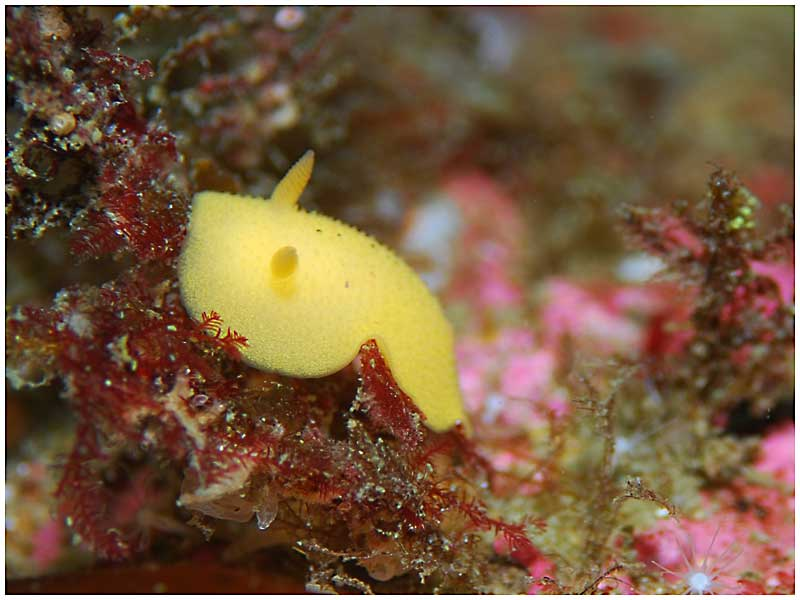
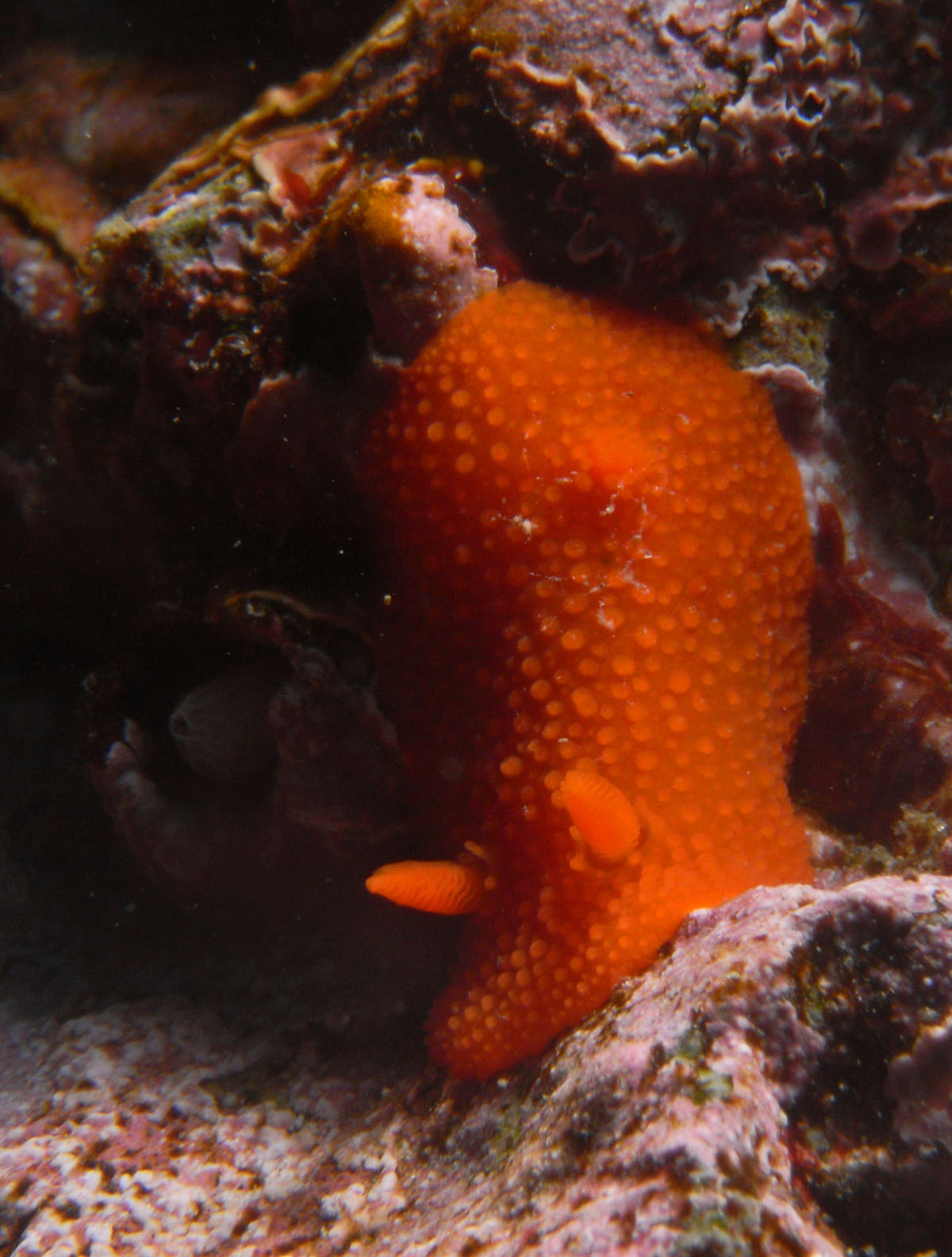